# Masdevallia limax
Masdevallia limax är en orkidéart som beskrevs av Carlyle August Luer. Masdevallia limax ingår i släktet Masdevallia och familjen orkidéer. Inga underarter finns listade i Catalogue of Life.